# 奧布雷扎鄉
45°28′N 22°15′E / 45.467°N 22.250°E
奧布雷扎鄉（羅馬尼亞語：Comuna Obreja, Caraș-Severin），是羅馬尼亞的鄉份，位於該國西南部，由卡拉什-塞維林縣負責管轄，面積126平方公里，海拔高度234米，2007年人口3,454，人口密度每平方公里27人。